# José Gervasio Gómez
José Gervasio Gómez (* 23. Oktober 1949) ist ein ehemaliger uruguayischer Fußballspieler und -trainer.

## Verein
Offensivakteur Gómez gehörte im Jahr 1974 dem Kader des Club Atlético Cerro in der uruguayischen Primera División an. Von dort wechselte er nach Spanien, wo er sich Deportivo Alavés anschloss. Für diesen Verein absolvierte er in der Spielzeit 1974/75 elf Partien (kein Tor) in der Segunda División Spaniens. 1976 schloss sich Gómez von seinem vorherigen Verein Cerro kommend, Defensor an. Dort gehörte er der legendären Meistermannschaft jenes Jahres an, der es unter Leitung von Trainer Ricardo de León gelang, erstmals seit Einführung der Profiliga in Uruguay die Vorherrschaft von Nacional und Peñarol zu durchbrechen, die bis zu diesem Zeitpunkt die Meistertitel unter sich aufgeteilt hatten. Gómez kam in jener Meistersaison auf der Position eines Mittelfeldspielers auf 1392 Minuten Einsatzzeit. Im selben Jahr trug er auch aktiv zum Gewinn der Liguilla Pre Libertadores bei. Im Finale gegen Peñarol am 27. Dezember 1976 erzielte er dabei für die mittlerweile vom Chilenen Andrés Prieto Urrejola betreute Mannschaft einen der vier Treffer Defensors zum 4:1-Sieg. Gómez blieb den Violetten auch im Folgejahr treu, wirkte in der Copa Libertadores mit und war weiterhin Stammspieler.

## Nationalmannschaft
Gómez war Mitglied der A-Nationalmannschaft Uruguays, für die er zwischen dem 28. März 1975 und dem 8. Mai 1975 fünf Länderspiele absolvierte. Ein Länderspieltor erzielte er dabei nicht. Gómez nahm mit Uruguay an der Weltmeisterschaft 1974 teil. Dort kam er im Verlaufe des Wettbewerbs allerdings nicht zum Einsatz.

## Erfolge
- Uruguayischer Meister: 1976
- Liguilla Pre Libertadores: 1976

## Trainertätigkeit
Nach seiner aktiven Karriere wirkte Gómez auch als Trainer.